# 横浜市立南瀬谷中学校
横浜市立南瀬谷中学校（よこはましりつ みなみせやちゅうがっこう）は、神奈川県横浜市瀬谷区南台二丁目にある公立中学校。略称は南中（なんちゅう）

## 交通
- 相鉄本線三ツ境駅から、相模鉄道バス｢南瀬谷小学校」行きで、終点「南瀬谷小学校」下車、徒歩2分。

## 沿革
- 1966年（昭和41年）10月20日 - 瀬谷中学校南瀬谷分校として開校
- 1967年（昭和42年）4月 - 瀬谷中学校より独立、横浜市立南瀬谷中学校に改称
- 1996年（平成8年） - 創立30周年を記念事業として、体育館とプールを改装

## 主な学校行事・独自の教育活動

### 学校行事
- 宿泊体験（富士五湖）
- 修学旅行（長崎）
- 体育大会（近年[いつ?]はスポーツフェスティバル）
- 合唱コンクール
- 文化部発表
- 百人一首大会

※過去には文化祭もあったが、現在は合唱祭となっている。

### 独自の教育活動
- キャリア学習
- 平和学習
- 人生設計
- 職業体験

## 部活動
- 吹奏楽部
- 軟式テニス部
- 女子バレー部
- 女子/男子バスケットボール部
- バドミントン部
- サッカー部
- 野球部
- 剣道部
- 和太鼓部
- 陶芸部
- 美術部
- パソコン部
- 陸上部
- ラグビー部は、2005年に神奈川県秋季中学生ラグビーフットボール大会で第2位、東日本中学生ラグビーフットボール大会ではベスト8まで進んでおり好成績を残している。
- バドミントン部は県大会出場を果たしている。
- 吹奏楽部は、2003年からマーチングバンドの活動をしていて、2008年に行われた第19回神奈川県マーチングコンテストで金賞、第14回東関東マーチングコンテストに出場、銀賞を獲得。また、吹奏楽コンクールにおいても好成績を残していて、2013年は横浜吹奏楽コンクールで金賞を受賞、神奈川県大会へ初出場し銀賞を受賞。2014年も横浜吹奏楽コンクールで金賞を受賞、神奈川県大会で銀賞を受賞。2015年は横浜吹奏楽コンクールで金賞を受賞、神奈川県大会でも金賞を受賞。そして東関東大会へ初出場し、銀賞を受賞。2015年は日本管楽合奏コンテスト全国大会にも出場し、最優秀賞を受賞している。

## 主な進学高校
2005年度の学区撤廃以前は『横浜西部学区』に属していた。旧学区の県立高校は以下の学校である。
- 神奈川県立希望ヶ丘高等学校
- 神奈川県立松陽高等学校
- 神奈川県立横浜瀬谷高等学校 (旧：神奈川県立瀬谷高等学校・神奈川県立瀬谷西高等学校）
- 神奈川県立旭高等学校
- 神奈川県立岡津高等学校
- 神奈川県立横浜旭陵高等学校（旧：神奈川県立都岡高等学校・神奈川県立中沢高等学校）
- 神奈川県立和泉高等学校

## 近隣の学校
- 横浜市立南瀬谷小学校（中学校の向かい側にある）
- 横浜市立瀬谷さくら小学校（旧：横浜市立下瀬谷小学校・横浜市立日向山小学校）
- 横浜市立下瀬谷中学校

## 学区
瀬谷区下瀬谷一丁目1番地から4番地の5まで、4番地の7、4番地の8、4番地の10から4番地の14まで、4番地の18から4番地の24まで、4番地の30から7番地まで、9番地、10番地、24番地、25番地、南瀬谷一丁目1番地から47番地まで、南台一丁目、南台二丁目、宮沢一丁目27番地から37番地まで、宮沢二丁目1番地から15番地まで、17番地の1から17番地の3まで、17番地の5、27番地の1、27番地の8から27番地の12まで、27番地の17から27番地の20まで、29番地の1から29番地の7まで、29番地の11、29番地の12、29番地の32、34番地の9から34番地の12まで、34番地の18、南瀬谷一丁目48番地から91番地まで、南瀬谷二丁目1番地から44番地まで
原小学校区域のうち宮沢四丁目12番地から16番地の3まで、17番地から18番地の5まで、18番地の16から18番地の17まで、泉区和泉町7,315番地から7,320番地まで、7,323番地から7,329番地まで、7,405番地から7,419番地まで、7,510番地から7,512番地まで、上飯田町4,663番地から4,685番地まで、4,698番地から4,705番地まで、4,800番地、4,801番地、4,808番地から4,811番地まで

## 著名な出身者
- 松本裕樹（プロ野球選手、福岡ソフトバンクホークス）